# Prince des ténèbres (film)
Pour les articles homonymes, voir Prince des ténèbres et Prince of Darkness.
Pour plus de détails, voir Fiche technique et Distribution.
Prince des ténèbres (Prince of Darkness) est un film d'horreur américain écrit et réalisé par John Carpenter et sorti en 1987.
Le film suit un groupe d'étudiants en physique quantique à Los Angeles qui aident un prêtre catholique à enquêter sur un ancien cylindre de liquide découvert dans un monastère, dont ils découvrent qu'il s'agit d'une incarnation liquide et sensible du fils de Satan.

## Synopsis
Un prêtre catholique invite le professeur Howard Birack — spécialiste de la physique quantique — et ses étudiants à se joindre à lui dans le sous-sol d'une église abandonnée de Los Angeles. Il a besoin de leur aide pour étudier un mystérieux cylindre de verre contenant un liquide vert tourbillonnant. Parmi les treize universitaires présents, on trouve Walter, le boute-en-train, la timide Kelly et le couple formé par Brian Marsh et Catherine Danforth. Ils déchiffrent le texte trouvé à côté du cylindre qui décrit le liquide comme l'incarnation corporelle de Satan. Le liquide semble doué de pensée et diffuse des flux de données de plus en plus complexes. Les universitaires analysent les données et constatent qu'il comprend des équations différentielles. Pendant deux jours, de petits jets de liquide s'échappent du cylindre. Les membres du groupe exposés au liquide deviennent possédés et attaquent les autres. Toute personne qui tente de partir est tuée par la masse croissante de sans-abri possédés qui encerclent le bâtiment.
Birack et le prêtre pensent que Satan est en fait la progéniture d'une force du mal encore plus puissante, un Anti-Dieu lié au royaume de l'antimatière. Les survivants se retrouvent en train de partager un rêve récurrent montrant une figure indistincte émergeant de la façade de l'église. La transmission change légèrement à chaque occurrence du rêve, révélant progressivement plus de détails. Il s'agit apparemment d'un message envoyé par des scientifiques du futur leur enjoignant de tout mettre en œuvre pour empêcher le Prince des ténèbres de revenir sur Terre.
Walter, enfermé dans un placard, voit un possédé apporter le cylindre à une Kelly endormie. Le cylindre s'ouvre tout seul et le liquide pénètre dans Kelly, la transformant en vaisseau de Satan : un être horriblement défiguré, avec des pouvoirs de télékinésie et de régénération. Kelly tente d'invoquer l'Anti-Dieu à travers un portail dimensionnel en utilisant un petit miroir, mais elle échoue. Pendant que le reste de l'équipe est occupé à combattre les possédés, Kelly trouve un miroir mural plus grand et tire la main de l'Anti-Dieu à travers lui. Catherine s'attaque à Kelly, les faisant tomber toutes les deux à travers le portail. Le prêtre brise le miroir, piégeant Kelly, l'Anti-Dieu et Catherine de l'autre côté. Immédiatement, les possédés meurent, les sans-abri s'éloignent et les survivants (Brian, Walter, Birack et le prêtre) sont sauvés.
Brian fait à nouveau le rêve récurrent, sauf que désormais Catherine, apparemment possédée, est la figure émergeant de l'église. Il se réveille et trouve Catherine, horriblement défigurée, couchée dans son lit. Cela fait cependant toujours partie de son rêve, et il se réveille en criant. Il se lève et s'approche du miroir de sa chambre, la main tendue.

## Fiche technique
Sauf indication contraire, les informations mentionnées dans cette section peuvent être confirmées par la base de données cinématographiques IMDb,  présente dans la section « Liens externes ».
- Titre francophone : Prince des ténèbres
- Titre original complet : John Carpenter's Prince of Darkness[1]
- Réalisation : John Carpenter
- Assistant réalisateur : Larry J. Franco
- Scénario : John Carpenter (sous le pseudonyme de Martin Quatermass)
- Musique : John Carpenter et Alan Howarth
- Photographie : Gary B. Kibbe (en)
- Montage : Steve Mirkovich (de)
- Son : Dane A. Davis, John P. Fasal, David J. Hudson, Mel Metcalfe et Terry Porter
- Production : Larry J. Franco

Producteurs exécutifs : Andre Blay et Shep Gordon
- Sociétés de production : Alive Films et Larry Franco Productions
- Sociétés de distribution : Universal Pictures (États-Unis), Metropolitan Filmexport (France)
- Budget : 3 millions de dollars[2]
- Pays de production :  États-Unis
- Langues originales : anglais, latin
- Format : Couleurs (DeLuxe) - 2,35:1 - Ultra Stereo - 35 mm - Panavision
- Genre : horreur, fantastique
- Durée : 102 minutes
- Dates de sortie[1] :
  - États-Unis : 23 octobre 1987
  - France : 20 avril 1988
- Interdit aux moins de 12 ans en France lors de sa sortie en salle

## Distribution
- Donald Pleasence (VF : Robert Bazil) : le père Loomis
- Victor Wong (VF: Jacques Garcia) : le professeur Howard Birack
- Jameson Parker (VF: Bernard Bollet) : Brian Marsh
- Lisa Blount (VF : Michèle Buzynski) : Catherine Danforth
- Dennis Dun (VF : Jean-Philippe Puymartin) : Walter
- Susan Blanchard : Kelly
- Anne Marie Howard : Susan Cabot
- Ann Yen : Lisa
- Ken Wright : Lomax
- Dirk Blocker : Mullins
- Jessie Lawrence Ferguson : Calder
- Peter Jason (VF : Patrice Melennec) : Dr Paul Leahy
- Robert Grasmere (VF : Gérard Boucaron): Frank Wyndham
- Thom Bray : Etchinson
- Alice Cooper : le clochard fou
- Joanna Merlin : la clocharde au sac

## Production

### Attribution des rôles
Donald Pleasence retrouve John Carpenter après La Nuit des masques (1978) et New York 1997 (1981).
Le chanteur Alice Cooper fait une courte apparition dans le rôle d'un clochard meurtrier et suppôt de Satan. C'est par ailleurs grâce à son manager, Shep Gordon, et sa société Alive Films, que John Carpenter a pu produire le film.

### Tournage
Le tournage n'a duré que 40 jours dans une petite église des bas-quartiers de Los Angeles, Japanese Union Church of Los Angeles. Il a lieu également à d'autres endroits de Los Angeles (Town and Gown Faculty Center, Menlo Avenue, etc.) ainsi qu'à Long Beach.

### Musique
Albums de John Carpenter
Les Aventures de Jack Burton dans les griffes du Mandarin
(1986) Invasion Los Angeles
(1988)
La musique du film est composée par John Carpenter et Alan Howarth. Varèse Sarabande édite l'album en vinyle en 1987. En 2008, une version plus complète sort en double CD.
Liste des titres
1. Opening Titles - 4:14
2. Team Assembly - 4:33
3. Darkness Begins - 2:54
4. A Message From The Future - 5:30
5. Hell Breaks Loose - 4:53
6. Mirror Image - 6:46
7. The Devil Awakens - 8:57
8. Through The Mirror - 5:50

## Accueil
Le film a obtenu un succès commercial moyen, rapportant environ 14 182 000 $ au box-office en Amérique du Nord pour un budget de 3 000 000 $. En France, il a réalisé 169 515 entrées.
Il a reçu un accueil critique mitigé, recueillant 47 % de critiques positives, avec une note moyenne de 5,1/10 et sur la base de 19 critiques collectées, sur le site agrégateur de critiques Rotten Tomatoes.

## Distinctions
En 1988, le film a reçu le prix de la critique au festival international du film fantastique d'Avoriaz et est nommé au Saturn Award de la meilleure musique.

## Clins d’œil
- John Carpenter, n'aimant pas voir son nom apparaître plusieurs fois au générique d'un film, préféra se voir crédité comme scénariste sous le pseudonyme de Martin Quatermass, en clin d’œil au personnage Bernard Quatermass de la série télévisée The Quatermass Experiment (en), réalisée par Val Guest en 1953, auquel il rend ainsi hommage[3].
- Le personnage du prêtre que Donald Pleasence interprète porte le même nom qu'un autre de ses grands rôles : celui du psychiatre qui pourchasse Michael Myers dans la série des Halloween. Ce nom est d'ailleurs repris de Psychose, dans lequel Sam Loomis est l'amant de Marion Crane.
- Le message envoyé dans les rêves des protagonistes a été réutilisé par DJ Shadow en 1996 pour son album Endtroducing.
- Le même message a aussi été réutilisé par Carpenter Brut en 2015 pour la première piste de son album Trylogy.

## Trilogie de l'Apocalypse
Prince des ténèbres est le second volet de ce que Carpenter nomme lui-même, sa « Trilogie de l'Apocalypse », le premier étant The Thing et le troisième L'Antre de la folie.